# Équipe de Belgique de football en 2023
Maillots
Chronologie
Saison précédente Saison suivante
L'équipe de Belgique de football dispute en 2023 les éliminatoires du Championnat d'Europe 2024.

## Objectifs
Le seul objectif pour la Belgique en cette année 2023 est de se qualifier pour le Championnat d'Europe 2024.

## Résumé de la saison

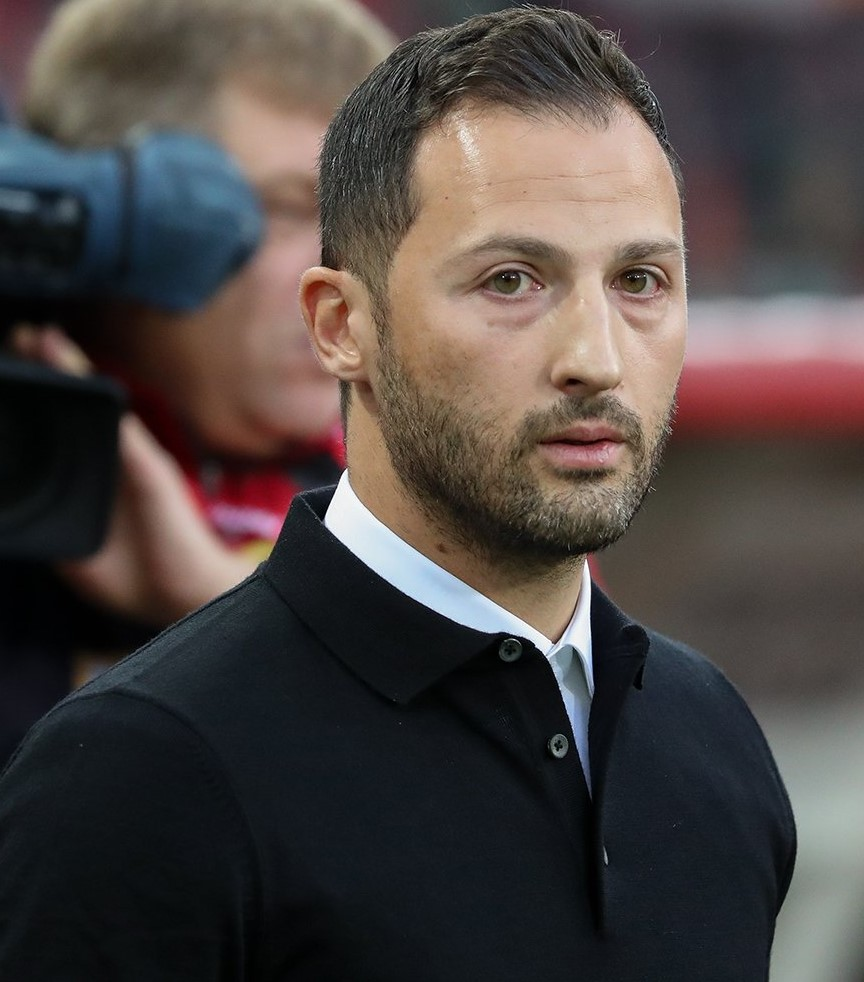
Domenico Tedesco est nommé comme sélectionneur le 8 2 2023-.

Après l'annonce de son départ par Roberto Martínez à l'issue d'une Coupe du monde décevante, la fédération belge met sur pied un groupe de travail chargé de désigner le nouveau directeur technique et le nouveau sélectionneur national. C'est chose faite début février, Franky Vercauteren et Domenico Tedesco sont nommés, respectivement directeur technique et sélectionneur, par la fédération. Si le premier nommé n'est pas vraiment une surprise, Vercauteren est en effet un pilier du football belge qui s'est imposé tant comme joueur que comme entraîneur aussi bien au niveau national qu'international, l'Italo-Allemand, lui, fait plutôt figure de lapin sorti d'un chapeau. Tedesco, réputé comme étant un féru de statistiques, est très jeune et il ne correspond pas vraiment au profil de serial winner taillé par la fédération initialement, soulevant ainsi les questions parmi les observateurs,. Volage, il en est à son cinquième poste en six ans, il n'a encore jamais pris les rênes d'une sélection nationale et n'a remporté jusqu'ici qu'un seul trophée, la Coupe d'Allemagne 2022 avec le RB Leipzig. Lors de sa première conférence de presse, le nouvel entraîneur se montre détendu, enthousiaste et ambitieux, définissant déjà le premier objectif, logique, de se qualifier pour l'Euro 2024.
Le 17 mars, le nouveau sélectionneur dévoile sa toute première sélection pour la rencontre de qualification à l'Euro 2024 face à la Suède, le 24 mars, et le match amical face à l'Allemagne, le 28 mars. Alors qu'Eden Hazard, Toby Alderweireld et Simon Mignolet ont tous trois annoncé leur retraite internationale, Domenico Tedesco doit également faire face à de nombreux blessés parmi les cadres de l'équipe : Thorgan Hazard, victime d'une blessure musculaire ; Youri Tielemans, touché aux ligaments de la cheville ; Dries Mertens, gêné par des problèmes au genou et Michy Batshuayi, qui s'est occasionné une déchirure à l'aine, sont tous indisponibles. L'entraîneur germano-transalpin n'hésite pas à afficher des choix forts en sélectionnant notamment pour la première fois le jeune prodige bruxellois Roméo Lavia, l'une des révélations de la saison sous le maillot de Southampton et que beaucoup d'observateurs espéraient déjà voir figurer dans la liste de Roberto Martínez pour le Qatar, mais aussi en écartant Axel Witsel, pilier du milieu de terrain, sans toutefois lui fermer complètement la porte à un retour par la suite, ainsi qu'en rappelant Orel Mangala et Sebastiaan Bornauw, absents de la sélection depuis mars 2022, ou encore Dodi Lukebakio, qui manqua la Coupe du monde de peu. Tedesco confirme aussi la confiance instaurée au préalable dans la jeunesse avec les sélections d'Amadou Onana, d'Arthur Theate, de Zeno Debast et de Loïs Openda mais n'évite pas quelques contradictions car si Leander Dendoncker, en manque de temps de jeu du côté d'Aston Villa, et Hans Vanaken, qui n'évolue pas à son meilleur niveau pour le moment à l'image de son Club de Bruges, ne sont pas repris, il sélectionne toutefois Thomas Meunier, qui quitte difficilement le banc à Dortmund, et Charles De Ketelaere, fortement critiqué à l'AC Milan ainsi que Jérémy Doku, pourtant blessé aux ischios.
Si l'on peut déjà distinguer dans cette liste l'amorce d'une passation de pouvoir, entre autres dans la cure de jouvence appliquée à la sélection, seul le prochain rassemblement au mois de juin devrait en principe permettre de confirmer les réelles intentions de Tedesco de clore définitivement ou non le chapitre de la « génération dorée ». Sans grande surprise, une fois la visite médicale passée, Jérémy Doku quitte le groupe et retourne dans son club, au grand soulagement sans nul doute de son entraîneur Bruno Génésio. Il est remplacé par le jeune Johan Bakayoko, pourtant appelé par Jacky Mathijssen chez les espoirs, qui s'ajoute à un nombre déjà important de joueurs de moins de 21 ans qui ont effectué le même trajet, notamment Yari Verschaeren, Jérémy Doku, Amadou Onana, Loïs Openda et tout récemment Roméo Lavia. La sélection ou non de tous ces jeunes qui disposent déjà d'une certaine expérience peut s'avérer décisive car les espoirs disputent en effet à partir du 21 juin la phase finale de son Euro en Géorgie avec une vue sur une qualification potentielle pour les Jeux de Paris. La « génération dorée » étant née de la participation aux Jeux de Pékin, il est aisé d'imaginer qu'une nouvelle participations aux JO puisse jouer un rôle critique d'accélérateur dans la phase de reconstruction des Diables Rouges. Interrogé à cet égard, le directeur technique Franky Vercauteren est très clair : « Si ce sont des titulaires du noyau A, dans quelle mesure faut-il les renvoyer chez les U21 ? On a déjà une vision, des idées. Ce qui est clair c'est qu'on ne va pas emmener des U21 et les mettre dans la tribune. La priorité est clairement l'équipe A. On va essayer d'avoir le meilleur résultat là aussi (à l'Euro U21), mais les Diables restent la priorité." », ce à quoi il ajoute néanmoins : « "Il est difficile de parler trois mois à l'avance. Ce n'est pas parce que des joueurs sont avec les A aujourd'hui qu'ils le seront dans quelques mois". ». La question du brassard de capitaine s'étant posée à la suite de la retraite internationale d'Eden Hazard, Tedesco tranche là aussi assez rapidement et porte son choix sur Kevin De Bruyne.
Les débuts du nouveau sélectionneur sont tonitruants, les Belges s'imposent largement à Stockholm face aux Suédois (3-0) grâce à un triplé de Romelu Lukaku, son troisième sous la vareuse nationale, qui franchit ainsi la barre symbolique des 70 buts et en profite pour affoler une nouvelle fois les statistiques en devenant 5e dans la hiérarchie des buteurs historiques européens et l'attaquant le plus précoce à atteindre ce palier. Dans la continuité des choix forts posés lors de sa sélection, Tedesco délaisse le sempiternel système de Martínez en optant pour un 4-4-2 et dévoile deux surprises au coup d'envoi : Wout Faes est aligné aux côtés de Jan Vertonghen en défense centrale et Dodi Lukebakio à l'aile droite. Si les deux joueurs sont à gratifier d'une excellente prestation, le dernier nommé est largement sorti du lot, réalisant plusieurs débordements tranchants tout en affichant une aisance technique impressionnante et en délivrant deux passes décisives. Il laisse ensuite sa place à la 61e minute à Johan Bakayoko qui scelle le score définitif en offrant le triplé à Big Rom, tout en actant ainsi de manière définitive sa nationalité sportive, le jeune espoir, né de parents ivoiriens, pouvant en effet aussi prétendre à une sélection avec les Éléphants. Le seul point noir au tableau de cette partie est sans doute la prestation en demi-teinte de Leandro Trossard, pourtant sur un nuage avec Arsenal, mais celui-ci n'a pas joué à une place habituelle pour lui. À l'issue de ce duel, Thibaut Courtois déclare forfait pour le déplacement suivant, souffrant d'une légère douleur aux adducteurs, il préfère rentrer au Real Madrid.
En battant ensuite en match amical l'Allemagne à Cologne (3-2), future hôte de la compétition, Tedesco, qui ne pouvait rêver de meilleurs débuts, balaie les doutes émis à son égard et ces deux résultats convaincants soulèvent à nouveau l'enthousiasme, tant au sein de son effectif que parmi les journalistes et les supporters. Les Diables Rouges mettent fin à une invincibilité de 69 années de la Mannschaft et éblouissent la presse étrangère au terme d'une prestation particulièrement aboutie, aussi bien au niveau offensif que dans le compartiment défensif, dont le résultat final est finalement flatteur pour l'Allemagne car, avec un peu plus de réussite à la finition, les Belges auraient pu mener 4-0 à l'issue d'une première mi-temps qualifiée par le vétéran Vertonghen de l'une des meilleures depuis qu'il fait partie de la sélection nationale.
Le 8 mai, le site de la fédération belge indique que l'adversaire pour le second match amical prévu en novembre sera la Serbie, un adversaire que la Belgique n'a plus rencontré depuis dix ans. La rencontre est prévue au Stade Roi Baudouin, le 15 à 20h45 heure locale et il s'agit de la cinquième rencontre entre les deux pays depuis l'indépendance de la Serbie en 2006 pour un bilan largement à l'avantage des Belges (3 victoires, 1 défaite).
Domenico Tedesco annonce le 6 juin sa sélection pour les deux rencontres de qualifications pour l'Euro 2024, face à l'Autriche le 17 et contre l'Estonie le 20 juin, et celle-ci ne manque pas de surprendre car quatre nouvelle têtes font leur apparition au sein du groupe. Si les sélections d'Arnaud Bodart, qui bénéficie de l'absence sur blessure de Koen Casteels, et de Mike Trésor, récemment élu soulier d'ébène et footballeur pro de l'année alors que Leandro Trossard récupère d'un opération chirurgicale, semblent somme toute logique, la nomination des deux jeunes espoirs Ameen Al-Dakhil et Olivier Deman pose nettement plus question, notamment dans le chef du consultant Philippe Albert qui estime que les deux joueurs, présélectionnés par Mathijssen pour la phase finale du Championnat d'Europe espoirs 2023,, auraient eu un rôle prépondérant à y jouer au vu de leur contribution lors des éliminatoires. Un choix étonnant de la part du sélectionneur national, d'autant plus que Johan Bakayoko, Roméo Lavia, Zeno Debast et Charles De Ketelaere réalisent le chemin inverse et partent renforcer les Diablotins avec pour objectif de décrocher une place aux Jeux olympiques à l'image de leurs aînés en 2008 à Pékin. Lors de sa conférence de presse à Tubize, le 9 juin, l'entraîneur des espoirs entretient toutefois le doute arguant que les deux espoirs seraient éventuellement susceptibles de tout de même disputer le tournoi. Sorti sur blessure après une demi-heure en finale de Ligue des champions, Kevin De Bruyne doit faire l'impasse sur la double confrontation et c'est Bakayoko qui est choisi pour le remplacer dans le onze de base ; Aster Vranckx, capitaine des espoirs, est lui aussi appelé dans le groupe alors qu'il est rendu officiel que Loïs Openda, le meilleur buteur historique de l'équipe espoir avec 13 buts inscrits et qui a fait partie intégrante du noyau lors des éliminatoires, rejoindra ensuite les moins de 21 ans pour disputer l'Euro espoirs, après avoir émis le souhait d'aller au bout de l'aventure avec ses copains.
Privée de plusieurs titulaires, dont Kevin De Bruyne, c'est une équipe nettement moins fringante qu'au mois de mars qui partage l'enjeu (1-1) face à une équipe autrichienne qui, exerçant un pressing haut et exploitant les moindres hésitations belges, finit par ouvrir la marque sur une déviation d'Orel Mangala dans ses propres buts. Les remplacements effectués par Tedesco permettent à la Belgique de rééquilibrer les échanges et d'égaliser par l'inévitable Romelu Lukaku. Les Belges ratent même l'occasion de remporter la partie en toute fin de match grâce à un tir sur la barre transversale de Youri Tielemans. Lors de la deuxième rencontre en Estonie, le sélectionneur n'hésite pas à effectuer cinq changements dans son noyau et à titulariser trois jeunes pour la première fois : Aster Vranckx, Mike Trésor et Johan Bakayoko figurent ainsi dans le onze de base. Après une première demi-heure soporifique, Romelu Lukaku débloque le compteur avant de doubler la marque quelques minutes plus tard et Bakayoko fixe le score final (0-3) en signant sa première réalisation sous la vareuse nationale. Cette victoire importante en vue de garder le contact au classement avec l'Autriche, qui compte néanmoins un match de plus, est toutefois occultée par LE feuilleton de fin de saison et le retrait de Thibaut Courtois, vexé de n'avoir pas été désigné capitaine au profit de Lukaku, et qui est remplacé entre les perches par Matz Sels.
Après une trêve estivale assez mouvementée au rayon des transferts pour de nombreux Diables Rouges, la sélection pour les deux rencontres de qualifications à l'Euro contre l'Azerbaïdjan le 9 et face à l'Estonie le 12 septembre est dévoilée le 1er septembre. Tedesco doit faire face aux absences conjuguées de Kevin De Bruyne et de Thibaut Courtois et décide également d'écarter pour des raisons diverses : Leander Dendoncker, en délicatesse du côté d'Aston Villa ; Mike Trésor, qui a récemment quitté le KRC Genk pour rejoindre Vincent Kompany à Burnley ; Sebastiaan Bornauw, qui n'a pas encore décollé du banc en ce début de saison à Wolfsburg et Hans Vanaken, qui n'est plus inamovible chez les Blauw en Zwart après les recrutements, notamment, de Hugo Vetlesen et Philip Zinckernagel déjà titulaires indiscutables. Les observateurs, dont Johan Boskamp, s'étonnent de l'absence d'Hugo Cuypers et d'Arthur Vermeeren, tous deux extrêmement productifs avec leurs clubs respectifs depuis de nombreux mois et sans que la trêve n'ait semblé altérer leurs performances. Pour Tedesco, qui a néanmoins invité un petit nouveau en la personne d'Hugo Siquet, Arthur Vermeeren mérite tout d'abord une place parmi les espoirs et estime que son temps viendra, tout comme Mandela Keita, tous deux sont d'ailleurs sélectionnés par Gill Swerts, le nouvel entraîneur. En ce qui concerne Hugo Cuypers, l'Italo-Allemand s'explique en pointant que celui-ci figurait sur sa liste comme 4e choix. À la suite de quelques craintes concernant Orel Mangala, Aster Vranckx rejoint le groupe le 7 septembre et est du voyage vers Bakou.

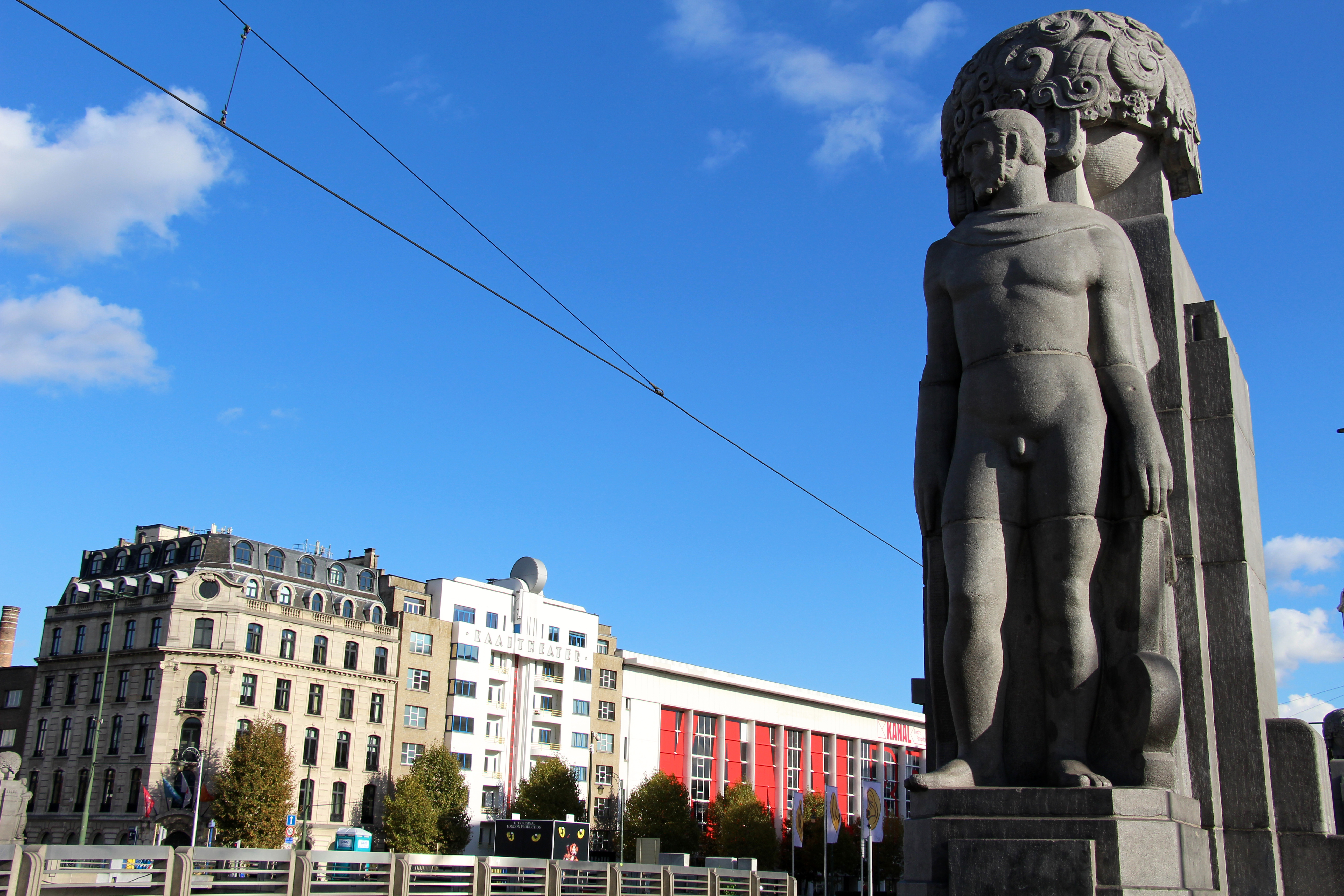
Le Pont Sainctelette à Bruxelles, lieu à proximité de la fusillade du 16 octobre 2023-.

Lors de la première rencontre, les Diables Rouges s'en sortent grâce à un but chanceux de Yannick Carrasco. Les Belges ne se sont montrés ni séduisants, ni convaincants et, s'ils passent tout près d'ouvrir la marque par Trossard dont la frappe touche le poteau, ce sont ensuite les Azéris qui se montrent les plus entreprenants et il faut un sauvetage miraculeux de Theate pour éviter à ceux-ci de prendre l'avantage. Une déviation heureuse de Carrasco à la 38e minute sur un tir de Bakayoko s'avère finalement déterminante (0-1). Pour son premier match à domicile de cette nouvelle saison, l'équipe belge montre un tout autre visage face à ses supporters, rassure et se rassure avec une large victoire contre l’Estonie (5-0). La rencontre ne peut mieux démarrer grâce à un but rapide dès la 4e minute de Jan Vertonghen qui fête sa 150e cape avant que les Diables ne multiplient les occasions. Leandro Trossard double la mise à la 18e minute d'une frappe magistrale et il faut ensuite attendre la seconde période pour voir le score évoluer grâce à un doublé de Lukaku et un dernier but de Charles De Ketelaere, monté au jeu à la 68e minute. Avec cette victoire, conjuguée au succès de l’Autriche face à la Suède, les Diables Rouges partagent la tête du classement et sont quasi assurés de participer à la phase finale de l'Euro.
Domenico Tedesco annonce le 6 octobre sa sélection pour le prochain diptyque d'éliminatoires, face à l'Autriche, le 13, et contre la Suède, le 16 octobre. La liste dévoilée ne contient qu'une seule réelle surprise : Mandela Keita prend numériquement la place d'Hugo Siquet, qui retourne chez les espoirs, alors que d'aucuns espéraient le retour de Zinho Vanheusden, qui fait un très bon début de saison au Standard de Liège et semble enfin débarrassé de ses pépins physiques, ou l'apparition très attendue d'Arthur Vermeeren. Le 9 octobre, à la suite du forfait de Leandro Trossard, Vermeeren rejoint le groupe pour pallier la blessure du Gunner, qui risque bien de ne pas être le seul absent car Orel Mangala et Olivier Deman sont, eux aussi, déclarés incertains Si les deux précités sont bien présents à l'entraînement le lendemain, c'est par contre au tour d'Ameen Al-Dakhil de jeter l'éponge et Zinho Vanheusden est appelé par Tedesco pour le remplacer. À la veille de la première rencontre face à l'Autriche, Koen Casteels, qui souffre d'une inflammation abdominale, doit déclarer forfait pour les deux matches à venir et, sauf surprise, c'est Matz Sels qui prend la place de titulaire entre les perches belges.
À Vienne, Tedesco opte pour une formation particulièrement osée avec pas moins de quatre éléments offensifs (Openda, Lukebakio, Doku et Lukaku) mais les Belges sont gênés par le pressing haut des Autrichiens qui sont de plus soutenus par un large public. L'Autriche se crée plusieurs possibilités mais n'arrive pas à réellement inquiéter Sels et la Belgique ouvre la marque sur sa première vraie occasion de but par Lukebakio, qui en profite pour ouvrir son compteur en sélection, et le repos est atteint sur le score de 0-1. Carrasco remplace Openda à la pause mais cela ne tempère pas pour autant l'ardeur de l'équipe autrichienne qui continue à asseoir sa domination avant que, coup sur coup, Lukebakio et Lukaku n'aggravent la marque. Les Autrichiens réduisent le score sur une frappe lointaine de Konrad Laimer et un penalty converti par Marcel Sabitzer mais la Belgique, réduite à dix après  l'exclusion d'Amadou Onana pour un second carton jaune, tient bon et composte son ticket pour la phase finale de l'Euro (2-3).

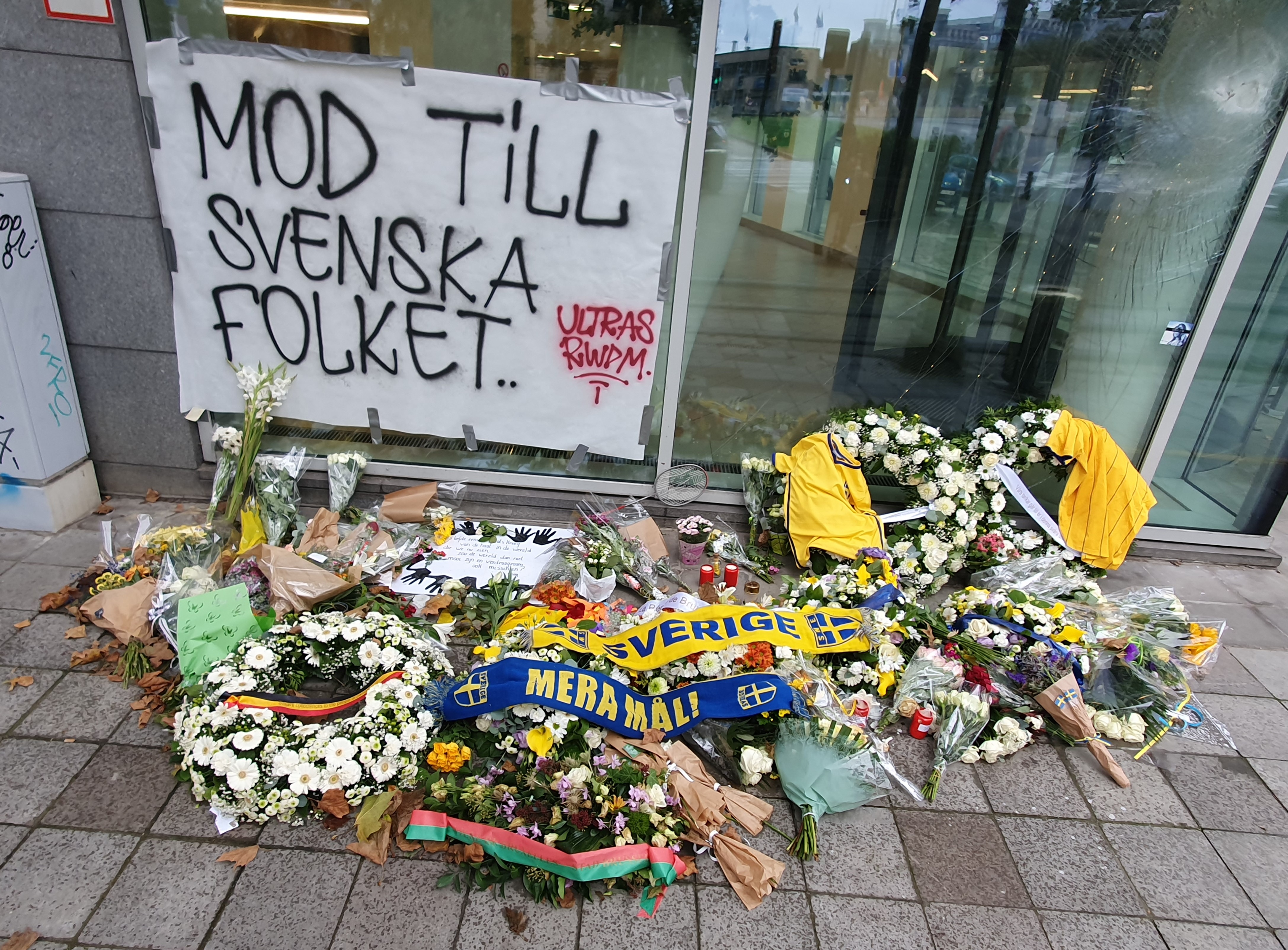
Mémorial pour les supporters de football suédois.

Le match contre la Suède est quant à lui interrompu à la mi-temps pour des raisons de sécurité à la suite de l'attentat perpétré ce soir-là dans le centre de Bruxelles lorsqu’un individu isolé à ouvert le feu, tuant deux supporters suédois venus assister au match et blessant gravement un troisième. Le score est à cet instant de un but partout car les Suédois, survoltés et le dos au mur, condamnés à réaliser un sans-faute (9 points sur 9) et à en même temps croiser les doigts pour que l'Autriche ne prenne qu’un point sur six lors de ses deux derniers duels, ouvrent la marque au quart d'heure avant que Lukaku ne réduise l'écart sur penalty à la demie, faisant ainsi son entrée dans le top 10 des meilleurs buteurs de l'histoire des sélections nationales. Après quelques jours de doutes, où la question se pose de rejouer ou non la rencontre, en tout ou en partie, l'UEFA entérine définitivement le résultat le 19 octobre.
Le 10 novembre, Tedesco dévoile la liste des 26 noms appelés pour les deux dernières rencontres de l'année : un amical face à la Serbie, le 15 novembre, et l'ultime rencontre de qualification pour l'Euro 2024 face à l'Azerbaïdjan, le 19 novembre. Fidèle à ses habitudes, le sélectionneur fédéral, qui doit déplorer l'absence de De Ketelaere sur blessure, n'a pas opéré de gros changements dans sa sélection qui voit toutefois les retours de Saelemaekers et de Vranckx. Sorti sur blessure lors de la rencontre de championnat face à l'Antwerp, Vanheusden souffre d'une légère élongation aux ischios et doit finalement renoncer alors que, la qualification étant déjà acquise, il pouvait espérer du temps de jeu lors de l'une et/ou l'autre de ces deux rencontres. Bodart, absent de la sélection du Standard le week-end précédent pour maladie, est censé rejoindre le groupe plus tard. Lors du dernier entraînement des Diables Rouges, le 14 novembre avant leur match amical face à la Serbie, il apparaît qu'Amadou Onana et Alexis Saelemaekers sont tous deux absents. Si le médian d'Everton ne souffre que d'une petite gêne à la cuisse et devrait être présent face aux Serbes, ce n'est pas le cas du latéral de Bologne qui devrait toutefois être de retour dans le groupe pour affronter l'Azerbaïdjan ensuite et est remplacé par le jeune Jorne Spileers, brugeois et espoir, qui se voit appelé en sélection pour la première fois. Si ce choix fait office de surprise parmi les observateurs, Tedesco voulait en fait au départ intégrer Koni De Winter, l'arrière central de la Genoa, mais un scanner effectué au préalable a révélé que celui-ci s'était cassé le nez lors de son dernier match de championnat face au Hellas Vérone.
Le stade Roi Baudouin ayant souffert des conditions météorologiques déplorables des jours précédents, au point que le terrain engorgé d'eau est devenu impraticable, en accord avec l'arbitrage et l'adversaire, la fédération opte pour une délocalisation du match à Den Dreef à Louvain, un terrain fétiche pour les Diables qui y ont déjà disputé plusieurs rencontre pendant la pandémie de Covid-19 et y sont invaincus. Cependant, le délai trop court ne permettant pas d'organiser la partie dans des conditions de sécurité optimales, il est décidé de disputer la rencontre à huis clos. C'est une équipe expérimentale que Tedesco aligne au coup d'envoi, cette joute amicale lui permettant de faire quelques tests en vue de la phase finale de l'Euro l'an prochain. Désigné capitaine en l'absence de Romelu Lukaku, Yannick Carrasco inscrit l'unique but de la soirée après 61 secondes de jeu. Face à un adversaire où l'effectif tourne également et sur un tempo relativement lent, les essais du sélectionneur belge sont payants : Zeno Debast, Ameen Al-Dakhil et Olivier Deman ont convaincu ; Youri Tielemans a repris des couleurs et distillé quelques passes qui auraient pu être décisives à un Loïs Openda qui, s'il n'a pu conclure, s'est montré présent tant en phase offensive que décisive et c'est d'ailleurs grâce à son pressing que Carrasco ouvre la marque. En seconde période, lorsque les grosses cylindrées de l'écurie serbe sont montées au créneau, les Belges ont souffert un peu plus mais les cages de Sels sont néanmoins restées inviolées, à la satisfaction de l'entraîneur italo-allemand. Deux jours plus tard, l'entraînement reprend en vue de la dernière rencontre de l'année face aux Azéris mais l'on pointe plusieurs absents : Arnaud Bodart, toujours malade, est définitivement forfait et Amadou Onana, toujours pas fit, a quitté le rassemblement au même titre que Jorne Spileers qui est lui retourné chez les espoirs. Saelemaekers par contre est de retour, confirmant sa disponibilité pour le match de dimanche. La Belgique écrase l'Azerbaïdjan (5-0) avec un quadruplé historique de Romelu Lukaku, son premier, qui devient le deuxième joueur de l'histoire a réussir cet exploit après Marc Van Der Linden (en 1989, face au Luxembourg). Dans une partie à sens unique, où Aster Vranckx pallie l'absence d'Onana, Big Rom s'est offert un véritable festival en inscrivant quatre buts en vingt minutes, et en passant le 1500e de l'équipe belge, avant que Trossard ne scelle définitivement le score à la fin de la rencontre. Cette victoire permet aux Diables Rouges de valider la première place du groupe et de figurer parmi les têtes de série lors du tirage au sort de la phase finale.
L'année s'achève avec le tirage au sort de la phase finale de l'Euro qui a lieu le 2 décembre à 18 h (heure locale) à la Philharmonie de l'Elbe, salle de concert située à Hambourg. Les Diables Rouges sont versés dans le groupe E en compagnie de la Slovaquie, de la Roumanie et du vainqueur des barrages de la voie B, soit la Bosnie-Herzégovine, l'Ukraine, Israël ou l'Islande. La première rencontre opposera la Belgique à la Slovaquie, le 17 juin 2024 à Francfort.

## Bilan de l'année
L'objectif est atteint, les Diables Rouges sont, au soir du 13 octobre après leur victoire face à l'Autriche, mathématiquement qualifiés pour la phase finale du Championnat d'Europe 2024, disputé du 14 juin au 14 juillet 2024 en Allemagne. Après avoir chuté d'une place en juin, la Belgique continue à clore le top 5 lors des mois suivants mais achève toutefois l'année en réintégrant sa 4e place au classement de la FIFA, alors que le tiercé de tête est quant à lui chamboulé à la suite notamment des résultats décevants du Brésil.

### Championnat d'Europe 2024

#### Éliminatoires (Groupe F)
| Rang | Équipe      | Pts | J | G | N | P | Bp | Bc | Diff |  | Résultats (▼ dom., ► ext.) |     |     |      |     |     |
| ---- | ----------- | --- | - | - | - | - | -- | -- | ---- |  | -------------------------- | --- | --- | ---- | --- | --- |
| 1    | Belgique    | 20  | 8 | 6 | 2 | 0 | 22 | 4  | +18  |  | Belgique                   |     | 1-1 | 1-1* | 5-0 | 5-0 |
| 2    | Autriche    | 19  | 8 | 6 | 1 | 1 | 17 | 7  | +10  |  | Autriche                   | 2-3 |     | 2-0  | 4-1 | 2-1 |
| 3    | Suède       | 10  | 8 | 3 | 1 | 4 | 14 | 12 | +2   |  | Suède                      | 0-3 | 1-3 |      | 5-0 | 2-0 |
| 4    | Azerbaïdjan | 7   | 8 | 2 | 1 | 5 | 7  | 17 | -10  |  | Azerbaïdjan                | 0-1 | 0-1 | 3-0  |     | 1-1 |
| 5    | Estonie     | 1   | 8 | 0 | 1 | 7 | 2  | 22 | -20  |  | Estonie                    | 0-3 | 0-2 | 0-5  | 0-2 |     |

* Le 16 octobre 2023, le match Belgique-Suède fut arrêté à la mi-temps pour des raisons sécuritaires (fusillade du 16 octobre 2023 à Bruxelles). Le score de 1-1 à la mi-temps est entériné par l'UEFA. Un point est alors attribué à chaque équipe pour le match nul.
- En gras : qualification pour l'Euro 2024
- En italique : Équipes barragistes

### Classement mondial FIFA
| Classement | Équipe     | Score total (déc. 2023) | Points précédents (déc. 2022) | Évolution | Position        |
| ---------- | ---------- | ----------------------- | ----------------------------- | --------- | --------------- |
| 1          | Argentine  | 1 855,20                | 1 838,38                      | +16,82    | en augmentation |
| 2          | France     | 1 845,44                | 1 823,39                      | +22,05    | en augmentation |
| 3          | Angleterre | 1 800,05                | 1 774,19                      | +25,86    | en augmentation |
| 4          | Belgique   | 1 798,46                | 1 781,30                      | +17,16    | en stagnation   |
| 5          | Brésil     | 1 784,09                | 1 840,77                      | -56,68    | en diminution   |

Source : FIFA.

## Les matchs
| Championnat d'Europe 2024 Éliminatoires - Groupe F            | Suède                         | 0 - 3   | Belgique           | Friends Arena Solna, Suède                                                           |                                                                                      |
| 24 mars 2023 · 20:45 heure locale · Historique des rencontres |                               | (0 – 1) | Lukaku 35e 49e 83e | Spectateurs : 49 296 Arbitrage : Orel Grinfeld Arbitre vidéo : Roi Reinshreiber (en) | Spectateurs : 49 296 Arbitrage : Orel Grinfeld Arbitre vidéo : Roi Reinshreiber (en) |
| 24 mars 2023 · 20:45 heure locale · Historique des rencontres | Rapport (UEFA) Rapport (RBFA) |         |                    | Spectateurs : 49 296 Arbitrage : Orel Grinfeld Arbitre vidéo : Roi Reinshreiber (en) | Spectateurs : 49 296 Arbitrage : Orel Grinfeld Arbitre vidéo : Roi Reinshreiber (en) |

| Match amical                                                  | Allemagne                        | 2 - 3   | Belgique                                | RheinEnergieStadion Cologne, Allemagne                                          |                                                                                 |
| 28 mars 2023 · 20:45 heure locale · Historique des rencontres | Füllkrug 44e (pen.) · Gnabry 87e | (1 – 2) | Carrasco 6e · Lukaku 9e · De Bruyne 78e | Spectateurs : 42 910 Arbitrage : Willy Delajod Arbitre vidéo : Alexandre Castro | Spectateurs : 42 910 Arbitrage : Willy Delajod Arbitre vidéo : Alexandre Castro |
| 28 mars 2023 · 20:45 heure locale · Historique des rencontres | Rapport (UEFA) Rapport (RBFA)    |         |                                         | Spectateurs : 42 910 Arbitrage : Willy Delajod Arbitre vidéo : Alexandre Castro | Spectateurs : 42 910 Arbitrage : Willy Delajod Arbitre vidéo : Alexandre Castro |

| Championnat d'Europe 2024 Éliminatoires - Groupe F            | Belgique                      | 1 - 1   | Autriche          | Stade Roi Baudouin Bruxelles, Belgique                                             |                                                                                    |
| 17 juin 2023 · 20:45 heure locale · Historique des rencontres | Lukaku 62e                    | (0 – 1) | Mangala 22e (csc) | Spectateurs : 39 237 Arbitrage : Jérôme Brisard Arbitre vidéo : Stéphanie Frappart | Spectateurs : 39 237 Arbitrage : Jérôme Brisard Arbitre vidéo : Stéphanie Frappart |
| 17 juin 2023 · 20:45 heure locale · Historique des rencontres | Rapport (UEFA) Rapport (RBFA) |         |                   | Spectateurs : 39 237 Arbitrage : Jérôme Brisard Arbitre vidéo : Stéphanie Frappart | Spectateurs : 39 237 Arbitrage : Jérôme Brisard Arbitre vidéo : Stéphanie Frappart |

Note : Thibaut Courtois fut honoré avant la rencontre pour sa 100e sélection pour les Diables Rouges, atteinte lors de la rencontre de Coupe du monde du 1er décembre 2022 face à la Croatie. Eden Hazard fut lui aussi honoré à la mi-temps et après la rencontre pour ses adieux à l'équipe nationale.
| Championnat d'Europe 2024 Éliminatoires - Groupe F            | Estonie                       | 0 - 3   | Belgique                      | A. Le Coq Arena Tallinn, Estonie                                                   |                                                                                    |
| 20 juin 2023 · 21:45 heure locale · Historique des rencontres |                               | (0 – 2) | Lukaku 37e 40e · Bakayoko 90e | Spectateurs : 11 772 Arbitrage : John Beaton (en) Arbitre vidéo : David Coote (en) | Spectateurs : 11 772 Arbitrage : John Beaton (en) Arbitre vidéo : David Coote (en) |
| 20 juin 2023 · 21:45 heure locale · Historique des rencontres | Rapport (UEFA) Rapport (RBFA) |         |                               | Spectateurs : 11 772 Arbitrage : John Beaton (en) Arbitre vidéo : David Coote (en) | Spectateurs : 11 772 Arbitrage : John Beaton (en) Arbitre vidéo : David Coote (en) |

| Championnat d'Europe 2024 Éliminatoires - Groupe F                | Azerbaïdjan                   | 0 - 1   | Belgique     | Dalga Arena Bakou, Azerbaïdjan                                                     |                                                                                    |
| 9 septembre 2023 · 15:00 heure locale · Historique des rencontres |                               | (0 – 1) | Carrasco 38e | Spectateurs : 4 500 Arbitrage : Nenad Minaković Arbitre vidéo : Novak Simović (nl) | Spectateurs : 4 500 Arbitrage : Nenad Minaković Arbitre vidéo : Novak Simović (nl) |
| 9 septembre 2023 · 15:00 heure locale · Historique des rencontres | Rapport (UEFA) Rapport (RBFA) |         |              | Spectateurs : 4 500 Arbitrage : Nenad Minaković Arbitre vidéo : Novak Simović (nl) | Spectateurs : 4 500 Arbitrage : Nenad Minaković Arbitre vidéo : Novak Simović (nl) |

| Championnat d'Europe 2024 Éliminatoires - Groupe F                 | Belgique                                                         | 5 - 0   | Estonie | Stade Roi Baudouin Bruxelles, Belgique                                               |                                                                                      |
| 12 septembre 2023 · 20:45 heure locale · Historique des rencontres | Vertonghen 4e · Trossard 18e · Lukaku 56e 58e · De Ketelaere 88e | (2 – 0) |         | Spectateurs : 24 127 Arbitrage : Bartosz Frankowski (en) Arbitre vidéo : Piotr Lasyk | Spectateurs : 24 127 Arbitrage : Bartosz Frankowski (en) Arbitre vidéo : Piotr Lasyk |
| 12 septembre 2023 · 20:45 heure locale · Historique des rencontres | Rapport (UEFA) Rapport (RBFA)                                    |         |         | Spectateurs : 24 127 Arbitrage : Bartosz Frankowski (en) Arbitre vidéo : Piotr Lasyk | Spectateurs : 24 127 Arbitrage : Bartosz Frankowski (en) Arbitre vidéo : Piotr Lasyk |

Note : Jan Vertonghen fut honoré avant la rencontre pour sa 150e sélection pour les Diables Rouges.
| Championnat d'Europe 2024 Éliminatoires - Groupe F               | Autriche                         | 2 - 3   | Belgique                       | Stade Ernst-Happel Vienne, Autriche                                                             |                                                                                                 |
| 13 octobre 2023 · 20:45 heure locale · Historique des rencontres | Laimer 72e · Sabitzer 84e (pen.) | (0 – 1) | Lukebakio 12e 55e · Lukaku 58e | Spectateurs : 47 000 Arbitrage : Jesús Gil Manzano (en) Arbitre vidéo : Carlos del Cerro Grande | Spectateurs : 47 000 Arbitrage : Jesús Gil Manzano (en) Arbitre vidéo : Carlos del Cerro Grande |
| 13 octobre 2023 · 20:45 heure locale · Historique des rencontres | Rapport (UEFA) Rapport (RBFA)    |         |                                | Spectateurs : 47 000 Arbitrage : Jesús Gil Manzano (en) Arbitre vidéo : Carlos del Cerro Grande | Spectateurs : 47 000 Arbitrage : Jesús Gil Manzano (en) Arbitre vidéo : Carlos del Cerro Grande |

| Championnat d'Europe 2024 Éliminatoires - Groupe F               | Belgique                      | 1 - 1    | Suède        | Stade Roi Baudouin Bruxelles, Belgique                                                        |                                                                                               |
| 16 octobre 2023 · 20:45 heure locale · Historique des rencontres | Lukaku 31e (pen.)             | (arrêté) | Gyökeres 15e | Spectateurs : 35 000 Arbitrage : Maurizio Mariani (it) Arbitre vidéo : Aleandro Di Paolo (it) | Spectateurs : 35 000 Arbitrage : Maurizio Mariani (it) Arbitre vidéo : Aleandro Di Paolo (it) |
| 16 octobre 2023 · 20:45 heure locale · Historique des rencontres | Rapport (UEFA) Rapport (RBFA) |          |              | Spectateurs : 35 000 Arbitrage : Maurizio Mariani (it) Arbitre vidéo : Aleandro Di Paolo (it) | Spectateurs : 35 000 Arbitrage : Maurizio Mariani (it) Arbitre vidéo : Aleandro Di Paolo (it) |

Note : La rencontre est suspendue à la mi-temps pour des raisons de sécurité à la suite de l'attentat perpétré ce soir-là dans le centre de Bruxelles lorsqu’un individu isolé à ouvert le feu, tuant deux supporters suédois venus assister au match et blessant gravement un troisième. L'UEFA entérine le résultat le 19 octobre.
| Match amical                                                      | Belgique                      | 1 - 0   | Serbie | Stade Den Dreef, Louvain, Belgique                        |                                                           |
| 15 novembre 2023 · 20:45 heure locale · Historique des rencontres | Carrasco 2e                   | (1 – 0) |        | Spectateurs : 0 (huis clos) Arbitrage : Marian Barbu (nl) | Spectateurs : 0 (huis clos) Arbitrage : Marian Barbu (nl) |
| 15 novembre 2023 · 20:45 heure locale · Historique des rencontres | Rapport (UEFA) Rapport (RBFA) |         |        | Spectateurs : 0 (huis clos) Arbitrage : Marian Barbu (nl) | Spectateurs : 0 (huis clos) Arbitrage : Marian Barbu (nl) |

Note : La rencontre était censée se dérouler au stade Roi Baudouin mais les conditions météorologiques déplorables des jours précédents ont été telles que le terrain s'est engorgé d'eau au point de rendre celui-ci impraticable et, en accord avec l'arbitrage et l'adversaire, la fédération a opté pour une délocalisation du match à Louvain. Cependant, le délai trop court ne permettant pas d'organiser la partie dans des conditions de sécurité optimales, il a été décidé de disputer la rencontre à huis clos.
| Championnat d'Europe 2024 Éliminatoires - Groupe F                | Belgique                              | 5 - 0                         | Azerbaïdjan   | Stade Roi Baudouin Bruxelles, Belgique                                         |                                                                                |
| 19 novembre 2023 · 18:00 heure locale · Historique des rencontres | Lukaku 17e 26e 30e 37e · Trossard 90e | (4 – 0)                       |               | Spectateurs : 30 276 Arbitrage : Gergő Bogár (nl) Arbitre vidéo : Tamás Bognár | Spectateurs : 30 276 Arbitrage : Gergő Bogár (nl) Arbitre vidéo : Tamás Bognár |
| 19 novembre 2023 · 18:00 heure locale · Historique des rencontres |                                       | Rapport (UEFA) Rapport (RBFA) | Eddy 20e, 24e | Spectateurs : 30 276 Arbitrage : Gergő Bogár (nl) Arbitre vidéo : Tamás Bognár | Spectateurs : 30 276 Arbitrage : Gergő Bogár (nl) Arbitre vidéo : Tamás Bognár |

## Les joueurs
| Joueurs              | Joueurs           | QCE 2024 | Amical  | QCE 2024 | QCE 2024 | QCE 2024  | QCE 2024 | QCE 2024 | QCE 2024 | Amical | QCE 2024 |
| -------------------- | ----------------- | -------- | ------- | -------- | -------- | --------- | -------- | -------- | -------- | ------ | -------- |
| Gardiens de but      |                   |          |         |          |          |           |          |          |          |        |          |
| Thibaut Courtois     | Real Madrid       | 90       |         | 90       |          |           |          |          |          |        |          |
| Koen Casteels        | VfL Wolfsbourg    | r        | 90      |          |          | 90        | 90       |          |          | r      | 90       |
| Matz Sels            | RC Strasbourg     | r        | r       | r        | 90       | r         | r        | 90       | 45       | 90     | r        |
| Thomas Kaminski      | Blackburn Rovers  |          | r       |          | r        | r         | r        | r        | r        | r      | r        |
| Arnaud Bodart        | Standard de Liège |          |         | r        | r        |           |          | r        | r        |        |          |
| Défenseurs           |                   |          |         |          |          |           |          |          |          |        |          |
| Timothy Castagne     | Leicester City    | 90       | 90      | 90       | 90 4e    | 90        | 66e      | 90 63e   | 45       | 77e    | 90       |
| Wout Faes            | Leicester City    | 90       | 90      | 90       | 90       | 90        | 90       | 90       | 45       | 46e    | 90       |
| Jan Vertonghen       | RSC Anderlecht    | 90       | 46e     |          | 57e      | 90        | 84e      | 90       | 45       | r      | 83e      |
| Arthur Theate        | Stade rennais     | 85e      | 90      | 90       | 88e      | 90        | 90       | 90       | 45       | 46e    | 59e      |
| Zeno Debast          | RSC Anderlecht    | r        | r       |          |          | r         | 84e      | r        | r        | 90     | r        |
| Thomas Meunier       | Borussia Dortmund | r        | r       |          |          |           |          |          |          |        |          |
| Sebastiaan Bornauw   | VfL Wolfsburg     | 85e      | r       | r        | r        |           |          |          |          |        |          |
| Leander Dendoncker   | Aston Villa       |          |         | 84e      |          |           |          |          |          |        |          |
| Ameen Al-Dakhil      | Burnley FC        |          |         | 84e      | 57e      | r         | r        |          |          | 90     | 83e      |
| Hugo Siquet          | Cercle Bruges KSV |          |         |          |          | r         | 66e      |          |          |        |          |
| Zinho Vanheusden     | Standard de Liège |          |         |          |          |           |          | r        | r        |        |          |
| Jorne Spileers       | Club Bruges KV    |          |         |          |          |           |          |          |          | r      |          |
| Milieux de terrain   |                   |          |         |          |          |           |          |          |          |        |          |
| Kevin De Bruyne      | Manchester City   | 90       | 79e     |          |          |           |          |          |          |        |          |
| Amadou Onana         | Everton FC        | 90       | 90 37e  |          |          | 90        | 90       | 36e, 78e |          |        |          |
| Orel Mangala         | Nottingham Forest | 61e      | 79e     | 75e      | 57e      | 66e       | 90       | 64e 24e  | 45       | 46e    | 90       |
| Roméo Lavia          | Southampton FC    | r        | 79e     |          |          |           |          |          |          |        |          |
| Dennis Praet         | Leicester City    | r        | r       |          |          |           |          |          |          |        |          |
| Alexis Saelemaekers  | AC Milan          | 85e      | 46e     | r        | r        |           |          |          |          |        | 59e      |
| Youri Tielemans      | Leicester City    |          |         | 90       | 90       | 66e       | r        | 64e      | 45       | 90     | 46e      |
| Aster Vranckx        | AC Milan          |          |         | 75e      | 57e 22e  |           |          |          |          | 46e    | 46e      |
| Mike Trésor          | KRC Genk          |          |         | 84e      | 57e      |           |          |          |          |        |          |
| Olivier Deman        | Cercle Bruges KSV |          |         | r        | 88e      | r         | r        | r        | r        | 77e    | r        |
| Hans Vanaken         | Club Bruges KV    |          |         | r        | r        |           |          |          |          |        |          |
| Arthur Vermeeren     | Royal Antwerp FC  |          |         |          |          |           |          | 87e      | r        | 90     | r        |
| Mandela Keita        | Royal Antwerp FC  |          |         |          |          |           |          | 87e      | r        |        |          |
| Attaquants           |                   |          |         |          |          |           |          |          |          |        |          |
| Dodi Lukebakio       | Hertha Berlin     | 61e      | 58e     | 69e      | r        | 79e       | 59e      | 70e      | r        | 46e    | r        |
| Romelu Lukaku        | Inter Milan       | 85e      | 68e 43e | 90 90+4e | 69e      | 66e       | 59e      | 90 79e   | 45       |        | 46e      |
| Yannick Carrasco     | Atlético Madrid   | 90e      | 58e     | 75e      | 90       | 84e       | 59e      | 46e      | 45       | 67e    | 59e      |
| Leandro Trossard     | Arsenal FC        | 61e      | 58e     |          |          | 79e       | 66e      |          |          | 67e    | 90       |
| Charles De Ketelaere | AC Milan          | r        | 68e     |          |          | r         | 66e 70e  | r        | 45       |        |          |
| Loïs Openda          | RC Lens           | 90e      | 79e     | 75e      |          | 84e       | 59e      | 46e      | r        | 67e    | 46e      |
| Johan Bakayoko       | PSV Eindhoven     | 61e      | 58e     | 69e      | 90       | 66e       | r        | 70e 87e  | 45       | 46e    | 59e      |
| Jérémy Doku          | Stade rennais     |          |         | 84e      | 57e      | 66e 90+2e | 90       | 87e      | r        | r      | 90       |
| Michy Batshuayi      | Fenerbahçe SK     |          |         | r        | 69e      | 66e 90+2e | r        | r        | r        | 67e    | r        |

Un « r » indique un joueur qui était parmi les remplaçants mais qui n'est pas monté au jeu.
1. 1 2 3 4 5 6 7 8  Première sélection officielle pour le joueur.
2. 1 2  Premier but officiel pour le joueur.

## Aspects socio-économiques

### Audiences télévisuelles
| Jour de diffusion | Match                  | Compétition          | Diffuseur francophone | Téléspectateurs | Part d'audience | Diffuseur néerlandophone | Téléspectateurs | Part d'audience |
| ----------------- | ---------------------- | -------------------- | --------------------- | --------------- | --------------- | ------------------------ | --------------- | --------------- |
| 24 mars 2023      | Suède - Belgique       | Championnat d'Europe | La Une                | 820 676         | 55,1%           | VTM                      | 764 864         | 37,5%           |
| 28 mars 2023      | Allemagne - Belgique   | Amical               | La Une                | 772 152         | 44,5%           | VTM                      | 818 819         | 38,7%           |
| 17 juin 2023      | Belgique - Autriche    | Championnat d'Europe | La Une                | 671 449         | 47,0%           | VTM                      | 805 728         | 45,7%           |
| 20 juin 2023      | Estonie - Belgique     | Championnat d'Europe | La Une                | 763 792         | 51,6%           | VTM                      | 925 952         | 41,6%           |
| 9 septembre 2023  | Azerbaïdjan - Belgique | Championnat d'Europe | La Une                | 312 258         | 43,4%           | VTM                      | 442 618         | n.c.            |
| 12 septembre 2023 | Belgique - Estonie     | Championnat d'Europe | La Une                | 641 952         | 51,6%           | VTM                      | 842 003         | 40,4%           |
| 13 octobre 2023   | Autriche - Belgique    | Championnat d'Europe | La Une                | 646 914         | 47,0%           | VTM                      | 958 588         | 45,4%           |
| 16 octobre 2023   | Belgique - Suède       | Championnat d'Europe | La Une                | 634 272         | 39,0%           | VTM                      | 951 861         | 39,9%           |
| 15 novembre 2023  | Belgique - Serbie      | Amical               | La Une                | 485 446         | 38,7%           | VTM                      | 520 302         | n.c.            |
| 19 novembre 2023  | Belgique - Azerbaïdjan | Championnat d'Europe | La Une                | 614 640         | 46,8%           | VTM                      | 871 782         | 51,5%           |

Source : CIM.

## Sources

### Statistiques
1. ↑  « CLASSEMENT MASCULIN », sur fifa.com, FIFA, 30 novembre 2023 (consulté le 20 décembre 2023)
2. ↑  (nl) « Kijkcijfers: 8, 9 en 10 september 2023 », sur tvvisie.be (consulté le 27 septembre 2023)
3. ↑  (nl) « Kijkcijfers: woensdag 15 november 2023 », sur tvvisie.be (consulté le 2 décembre 2023)
4. ↑  « RÉSULTATS PUBLICS », sur cim.be, CIM.